# Kilohercio
El kilohercio (kHz) es un múltiplo de la unidad de medida de la frecuencia: el hercio ({\displaystyle \mathrm {Hz} }). Es equivalente a 103 (1000) hercios. Por propiedades, tiene un período de oscilación (medida inversa a la frecuencia) de 1 milisegundo o, lo que es lo mismo, 10-3 segundos (unidad básica, esta última, del Sistema Internacional de Unidades).